# トマス・ミジリー
トマス・ミジリー・ジュニア（Thomas Midgley, Jr.、1889年5月18日 - 1944年11月2日）は、アメリカ合衆国の機械技術者、化学者。
米国でTELとよばれるテトラエチル鉛を添加したガソリン（ハイオク有鉛ガソリン）、および海外ではフレオンとして知られているフロン類（クロロ・フルオロ・カーボン(CFC)）など含め、100を超える特許を取得している。生前、その発明は賞賛されていたが、今日、その発明が環境問題の主要な原因と判明していることから、現在の評価はおおむねマイナスである。例えば、環境歴史学者のJ・R・マクニールは彼を「有史以来、地球の大気に最も大きな影響をもたらした生命体」と評価し、作家のビル・ブライソンは「すごいほど残念な才能を持つ」と評価した。
ミジリーは米国ペンシルベニア州ビーバー・フォールズに生まれる。父もまた発明家であったオハイオ州コロンバスで幼い頃をすごす。1911年にコーネル大学で機械工学士を授与され卒業。

## エチルの発見
ミジリーは米国の自動車会社ゼネラルモーターズ(GM)の子会社デイトン・リサーチ・ラボラトリーにチャールズ・ケタリングの部下として勤務していた。1921年12月に、テトラエチル鉛 (tetraethyllead :TEL) をガソリンに添加するとエンジンがノッキングを起こさなくなることを発見する。デイトン・リサーチ・ラボラトリーは鉛が添加されていることを報告書や広告で触れないように、その物質を"エチル" (Ethyl) と呼ぶことにした。石油会社と自動車メーカー、特にその特許を保持していたGM社は、自分たちの利益とならないエタノール（エタノール入り燃料）に代わるものとして精力的に有鉛ガソリン化を推進した。
1922年12月、ミジリーはアメリカ化学会からウィリアム・H・ニコルズ賞を受賞している。これに続きいくつかの賞を受賞している。
ガソリンへの鉛の添加は大気中に大量の鉛を放出する結果となった。ミジリー自身も、鉛中毒となり長期療養を必要とした。1923年1月にミジリーが記している。「有機鉛の中で一年以上も働くと、肺がやられてしまい、仕事をやめて新鮮な空気の場所に移る必要があった。」ミジリーはマイアミで過ごしている。
GMはデュポン社に量産を委託し、委託業務の管理のために1923年4月、ゼネラルモーターズ・ケミカル・カンパニー (General Motors Chemical Company) を設立している。社長がチャールズ・ケタリングとなり、ミジリーは副社長についた。しかし、デイトンで働いていたスタッフの話では、1924年にオハイオ州デイトンでおこなわれていたテトラエチル鉛の試作工場で2名が死亡し、数名が病気となり、デュポン社がプロジェクトからの撤退を考えはじめたきっかけとなったという。翌年、デュポン社のニュージャージー州ディープウォーターの工場ではさらに多数の死亡者をだしている。
1924年、デュポンの従来型製法での生産スピードに不満をもったGM社は、ロックフェラー率いるスタンダード石油社と組み、エチル・ガソリン・コーポレーションを設立し、ミジリーを部長とした。ニュー・ジャージーにあるベイウェイ・リファイナリーに工場を建設し、危険度の高い高温でのエチルクロライド製法を採用した。ベイウェイ工場では当初の2ヶ月の間に、鉛汚染による症状が発生した。それは、幻覚症状を訴え、精神異常をきたし、引き続いて5人が死に至った。10月30日にミジリーは記者会見に臨み、この新しい物質に接触した場合でも『安全であること』を訴えた。この会見の際、ミジリー自身が自分の手をテトラエチル鉛に浸し、次いで、ビンにいれたテトラエチル鉛を鼻から60秒間吸い込んだ。さらにミジリーは、これを何の問題も無く毎日できる、死ぬことはない、と宣言した。しかし、工場は州により数日後に閉鎖され、スタンダード石油はテトラエチル鉛(TEL)の製造を禁止され、製造再開には州の許可が必要となった。
ノッキングしないこのガソリンは、"エチル・ガソリン"という名前で販売された。この有鉛ガソリンは、1960年代に環境問題となる。
ミジリーは1925年4月にGMCC副社長を辞任した。組織運営についての経験不足からだと報道された。彼はその後もGM社員にとどまった。

## フレオンの発見
1928年、GM（ゼネラルモーターズ）はミジリーに家庭用器具で使用できる無害で可燃性がない冷媒の開発を命じた。ミジリーはクロロフルオロカーボン (CFC) を発見し、フレオンと名前をつけた。日本ではフロンとして知られている（海外ではフレオンと呼ぶ）物質である。ミジリーは、記者会見で自ら開発したフロン12を吸い、蝋燭の火を吹き消すことにより安全性をアピールした（だが、フロン12はフロン類の中ではたまたま毒性が低いものであり、他のフロン類は強い毒性がある）。それまでヒートポンプや冷蔵庫で使用されていた有毒で爆発性のある数多くの物質をフレオンが置き換えることとなった。さらにエアゾール・スプレーの噴射剤や薬の吸入器などでも使われた。

## その後
1940年、51歳の時に急性灰白髄炎（ポリオ）を発症する。これはミジリーに後遺症となって残る。ミジリーはベッドから起きる際に綱と滑車をつかった仕掛けを考案し使用するようになった。ところが、55歳のときこの仕掛けに絡まって窒息して亡くなっている。だが、ある説ではミジリーはかなり落ち込んでいたため、自殺したのではないか、ともいわれている。ミジリーはフレオンのオゾン層への影響が広く知られる前に亡くなったのである。
有鉛ガソリンが米国から消えたのは1973年、Clean Air Act（クリーン・エア・アクト：大気浄化法）が路上走行用自動車に対して有鉛ガソリンを販売することを禁止したのが1996年である。しかしながら、米国内でも航空機、レーシングカー、農業機器、マリン・エンジンでは2008年まで使用が認められている。自動車用有鉛ガソリンは、2021年にアルジェリアで廃止されたのを最後に姿を消した。その一方で、GM社や石油メジャーとのしがらみが薄い日本では、自動車メーカーがむしろ排ガス対策に積極的だったこともあって、1980年代初頭までには、航空用を除いて有鉛ガソリンは一掃されてしまった。
モントリオール議定書では、フロン類の生産を主要国に対して禁じており、その他の国での生産も2010年までにやめて地球上からなくすこととされている。医薬品業界ではすでにフロン類を使用しない吸入器具としている。しかしながら、フロン類を使用したヒートポンプは、そのほかの物質を使用したものよりもはるかに効率がよい。そのため、『フロン類は環境を破壊する、よって使用は禁止されるべき』ということに対し反対を唱える人々も少なからず存在する。
また、現在の生産禁止条項によると、それが適用される国であっても、適用外の国で生産されたフロン類を輸入し使用することに対しては制限が設けられていない。

## 受賞
- 1922年：有鉛ガソリンで、ウィリアム・H・ニコルズ賞
- 1937年：フレオンの発見により、パーキンメダル
- 1941年：プリーストリー賞[4]
- 1942年：ウィラード・ギブズ賞[4]
- 2003年：『エチル』ガソリン（有鉛ガソリン）の貢献を称え、全米発明家殿堂入り：